# Hrgud
Hrgud är en platå i Bosnien och Hercegovina. Den ligger i den södra delen av landet, 90 km söder om huvudstaden Sarajevo.